# A world without love
A world without love is de debuutsingle van Peter & Gordon. De single is afkomstig van hun album Peter & Gordon.
Het nummer is toegeschreven aan de The Beatles-combinatie John Lennon en Paul McCartney, maar is vooral van die laatste. McCartney vond dit nummer echter niet goed genoeg voor The Beatles en bood het aan aan Billy J. Kramer. Die zag er niets in. Vervolgens kwamen Peter and Gordon in zicht, die net een platencontract bij EMI Group hadden ondertekend. McCartney was destijds bevriend met Jane Asher, de zuster van Peter Asher. Pas veel later bleek dat McCartney zelf wel een obscure demo van het nummer heeft gemaakt.
De B-kant is van Peter and Gordon zelf. Beide liedjes zijn opgenomen in de Abbey Road Studios.

## Hitnotering
Het nummer haalde de eerste plaats in de Billboard Hot 100 in twaalf weken notering. Ook in het Verenigd Koninkrijk haalde het de eerste plaats (twee weken) in de Single top 50 in veertien weken tijd. Nederland en België hadden nog geen officiële hitparade. Het muziekblad Muziek Expres zag echter de single 3 maanden lang genoteerd in hun maandlijsten.

### NPO Radio 2 Top 2000
A World Without Love stond alleen in 2000 in de NPO Radio 2 Top 2000, op plek 1810.

## Coverversies
A world without love is een paar maal gecoverd door andere artiesten:
- Anita Bryant op een album dat ook World without love heette, uit 1970.
- Een versie van The Mavericks verscheen voor het eerst als bonustrack op de tweede uitgave van het verzamelalbum Super Colossal Smash Hits of the 90's: The Best of The Mavericks uit 2000.
- Bobby Rydell op single in 1964. De plaat concurreerde met de versie van Peter & Gordon, maar was met een 80e plaats in de Billboard Hot 100 lang niet zo succesvol.[1]
- Del Shannon op zijn album Handy man uit 1964.
- The Supremes op hun album A bit of Liverpool uit 1964.